# Ham-sur-Heure
Ham-sur-Heure (wa. Han-so-Eure) – dzielnica (section) gminy Ham-sur-Heure-Nalinnes w Belgii, w Regionie Walońskim, w prowincji Hainaut, w okręgu Thuin. 1 stycznia 2020 roku liczyła 4816 mieszkańców. Do 31 grudnia 1976 r. samodzielna gmina. 

## Demografia
Liczba mieszkańców, stan na 1 stycznia:
| Rok                | 1930 | 1947 | 1961 | 2020 |
| ------------------ | ---- | ---- | ---- | ---- |
| Liczba mieszkańców | 2381 | 2252 | 2539 | 4816 |